# مأموریت سری
مأموریت سری (انگلیسی: Secret Mission) یک فیلم در سبک درام به کارگردانی هارولد فرنچ است که در سال ۱۹۴۲ منتشر شد.

## بازیگران
- هیو ویلیامز
- جیمز میسون
- رولاند کالور
- فریتس وندهاوزن
- کارل اشتپانک
- مایکل وایلدینگ
- استوارت گرانجر
- کارلا لمن